# Pagi jezik
Pagi jezik (bembi, pagei; ISO 639-3: pgi) papuanski jezik porodice border, kojim govori 2 140 ljudi (2003 SIL; 2 000, 1993.) u pet sela u provinciji Sandaun, distrikt Vanimo, Papua Nova Gvineja. Nekada se klasificirao kao transnovogvinejski jezik.
Ima dva dijalekta, zapadni ili bewani i istočni ili imbinis. Srodni su mu kilmeri [kih] i ningera [nby]